# Sexage in ovo

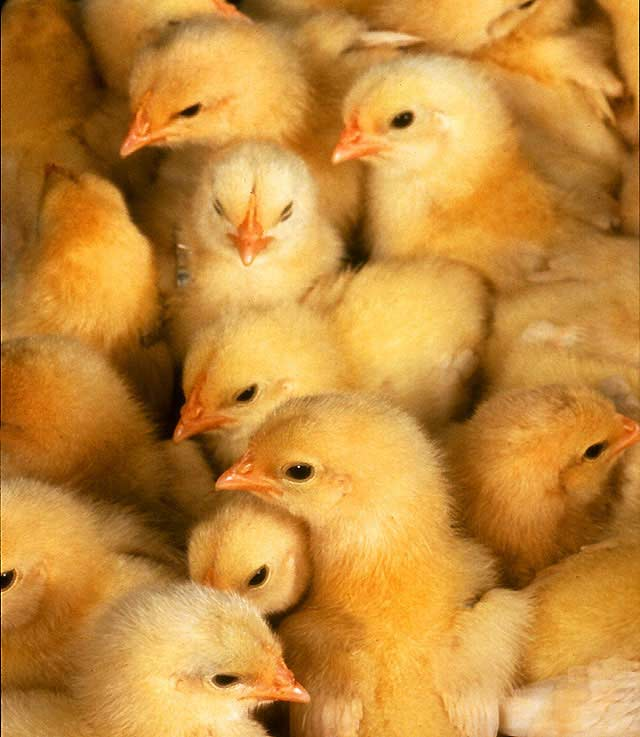
Le sexage in ovo permet d'éviter le broyage des jeunes poussins mâles dans les élevages de poules.

Le sexage in ovo, également désigné sous les termes de sexage dans l'œuf ou d’ovosexage, regroupe différentes techniques de détection du sexe d'un embryon de poussin lorsque celui-ci est encore en cours de formation. Ces techniques ont commencé à être développées dans la seconde moitié des années 2010 pour permettre aux élevages de poules, et notamment aux couvoirs, de détecter les embryons mâles à un stade précoce. Les œufs « mâles » peuvent ainsi être retirés de la couvée avant de donner naissance à un poussin ayant vocation à être tué car inutile à l'élevage. Le sexage in ovo s'inscrit dans une logique de lutte contre la souffrance animale.

## Contexte
Les élevages de poules pondeuses, aussi bien industriels qu'en plein air, ont besoin de poules, et non de coqs, pour produire des œufs destinés à la commercialisation. Pour cette raison, à la naissance des poussins, en couvoirs ou en plein air, une sélection est inévitablement réalisée pour ne conserver que les poussins « femelles » destinés à devenir des poules pondeuses. Les poussins mâles, sans utilité en élevage, ont donc vocation à être abattus à la naissance.
En France, un arrêté du 12 décembre 1997 encadre la technique de mise à mort des poussins mâles, autorisant l'« utilisation d'un dispositif mécanique entraînant une mort rapide ». De nombreux pays se sont dotés d'une législation semblable, entraînant la banalisation des techniques de broyage, de gazage ou d'électrocution des jeunes poussins mâles,. L'encadrement de ces pratiques n'empêche pas la subsistance, dans certains élevages, de méthodes illégales d'élimination des poussins à moindre coût par étouffement.
Ces techniques, peu connues du grand public, deviennent controversées à mesure que croît la volonté sociétale d'une alimentation plus saine et plus éthique, associée à un rejet de la souffrance animale. En 2014, la prise de conscience s'accélère à la suite de la diffusion d'images choquantes de la part de l'association L214, tournées en France et montrant des techniques de mise à mort cruelles des poussins,. Selon les chiffres alors avancés par différentes sources, 50 millions de poussins seraient ainsi tués en France chaque année et 42 millions en Allemagne,,. Il devient dès lors question d'un « scandale » et d'un « sujet politique de plus en plus sensible » dans les deux pays,.

## Développement
Le développement d'une technique de sexage in ovo pour remédier au broyage des poussins est prise à bras-le-corps par les pouvoirs publics allemands et français à partir de 2014, en réponse à l'intensification des débats sur la question. En France, dans le cadre des investissements d'avenir, les pouvoirs publics allouent en 2017 un budget de 4,3 millions d'euros à l'entreprise Tronico pour développer le projet « Soo », consistant à mettre au point une technique susceptible de détecter le sexe du futur poussin avant l'éclosion de l'œuf, sans altérer la coquille ni l'embryon,. L'Allemagne est plus rapide à réagir et engage cinq millions d'euros  pour soutenir la société Seleggt, qui met au point en 2017 la première technologie fonctionnelle et commercialisable de sexage in ovo. Cette technique repose sur un procédé endocrinologique appliqué à un échantillon de liquide extrait de l'œuf pour déterminer le sexe du futur poussin 8 à 10 jours après la ponte, avec un taux de fiabilité de 98%,. La quasi-totalité des œufs « mâles » peuvent ainsi être retirés des couveuses avant leur éclosion et sont immédiatement transformés pour servir de nourriture destinée aux animaux. En 2019, un autre groupe allemand, Agri Advanced Technologies (AAT), met au point une autre technique de sexage in ovo par spectrophotométrie, qui permet de distinguer la différence de coloration du duvet des embryons mâles et femelles après 13 jours d'incubation.
En parallèle, les pouvoirs publics s'engagent à interdire les techniques « traditionnelles » de broyage des poussins mâles. En août 2018, le ministre de l'Agriculture français, Stéphane Travert, déclare que le gouvernement compte mettre fin à cette pratique. En mars 2019, la Suisse dépose une motion visant également à interdire le broyage des poussins mâles. En janvier 2020, la France et l'Allemagne annoncent conjointement le projet d'interdire le broyage des poussins d'ici la fin de l'année 2021. L'Allemagne respecte ce calendrier initial ; en France, un décret paru au Journal officiel en février 2022 repousse finalement l'interdiction de cette pratique au 31 décembre 2022.
Dans ce contexte, les éleveurs, distributeurs et intermédiaires se mobilisent progressivement dans les pays concernés pour faire évoluer leurs pratiques et se tourner vers la technique du sexage in ovo, jugée plus éthique. En France, Poulehouse est la première société à s'inscrire dans cette logique en 2019, suivie par Cocorette en 2020, qui développent toutes deux un partenariat avec l'entreprise allemande Seleggt et des couvoirs français pour disposer de poules pondeuses issues du procédé de sexage in ovo,,. En décembre 2019, Carrefour met également en œuvre cette technique dans l'un des couvoirs de sa filière « FQC » (Filière Qualité Carrefour) en partenariat avec Les Fermiers de Loué, en ayant recours à la technologie du groupe Agri Advanced Technologies (AAT).

## Débats
Les techniques de sexage in ovo ne sont pas exemptes de débats et de controverses.
Historiquement, le débat autour de cette technique s'est d'abord concentré sur son coût, plus exactement sur le coût additionnel supporté par les éleveurs et les consommateurs pour disposer d'œufs issus du sexage in ovo. Le débat a été rapidement clos grâce à la démonstration que l'éleveur pouvait compenser une partie de ce coût par des revenus supplémentaires issus de l'utilisation à d'autres fins des œufs « mâles », qui auraient sinon donné lieu à l'éclosion d'un poussin sans utilité pour l'élevage. En Allemagne, il est question pour les éleveurs d'appliquer un surcoût de seulement 10 centimes d'euros par demi-douzaine d'œufs, soit 1,59 euro la demi-douzaine au lieu de 1,49 euro en temps normal. Le même écart se retrouve en France, où le groupe Carrefour s'est engagé à commercialiser au grand public des œufs issus du sexage in ovo au prix de 1,89 euro la demi-douzaine, contre 1,78 euro sans sexage.
Toujours sur le plan commercial, un débat est apparu sur la capacité de déploiement à grande échelle des méthodes de sexage in ovo. Selon des chiffres avancés par Tronico, concurrent de Seleggt, la méthode développée en Allemagne par Seleggt ne permettrait de traiter que 20 000 œufs par semaine, alors qu'un déploiement industriel nécessiterait une capacité de 20 000 traitements par heure. La technologie du groupe Agri Advanced Technologies permet quant à elle d'atteindre ce seuil industriel des 20 000 traitements par heure.
Sur un plan plus scientifique, un débat est apparu sur la possibilité d'un embryon de ressentir une douleur lors de la destruction des œufs « mâles », y compris avant la naissance du poussin. Les recherches scientifiques sur le sujet montrent que l'embryon serait incapable de ressentir une douleur jusqu'à 10 jours après la ponte (« J+10 »). En revanche, il serait susceptible de ressentir une douleur après ce délai. De ce fait, une technique parfaitement éthique de sexage in ovo devrait se concentrer sur la capacité à prédire le sexe du futur poussin au plus tard à J+10. La technique développée par Agri Advanced Technologies, efficiente à J+13, ne permet pas de répondre positivement à ce critère, contrairement à la technologie développée par Seleggt, efficiente entre J+8 et J+10,,.
Enfin, en dehors de cette controverse scientifique, le sexage in ovo reste une technique rejetée par certaines communautés véganes ou antispécistes, qui lui reprochent de continuer à intervenir sur la vie animale au service de l'homme. La sélection génétique associée au sexage in ovo reste également parfois rejetée pour des raisons idéologiques.